# آرامگاه شیخ علی‌نقی اصطهباناتی
آرامگاه شیخ علی‌نقی اصطهباناتی مربوط به دوره صفوی است و در استهبان، خیابان شهید فقیهی، کوچه پری کوه واقع شده و این اثر در تاریخ ۲۸ شهریور ۱۳۸۶ با شمارهٔ ثبت ۱۹۷۲۴ به‌عنوان یکی از آثار ملی ایران به ثبت رسیده است.

## علی‌نقی اصطهباناتی
علی بن محمد، معروف به شیخ علی‌نقی اصطهباناتی، قطب سی و یکم سلسله ذهبیه که یکی از سلسله‌های تصوف شیعی می باشد، عالم حکیم شاعر صوفی، مؤلف «برهان المرتاضین» در بیان طریقهٔ ذهبیه، در یک مقدمه و پنج فصل و خاتمه. با وجود اینکه این مقبره با شماره ثبت ۱۹۷۲۴ به‌عنوان یکی از آثار ملی ایران به ثبت رسیده است، ولی مورد بی مهری قرار گرفته است و امروز بخش‌هایی از آن به کلی تخریب شده است.

## قدمت آرامگاه و محل دفن[۶]
به تازگی برخی با استناد به تعدادی منابع مدعی شده‌اند که محل دفن شیخ در تخت فولاد اصفهان است و قدمت بنای حاضر نیز به دوره‌ی قاجاریه بازمی‌گردد. بررسی‌ها نشان می‌دهد که تمامی مطالب و منابعی که به آنها استناد شده‌، برگرفته از مقاله‌ای در جلد دوم دانش‌نامه‌ی تخت فولاد اصفهان ذیل عنوان «[شیرازی] اصطهباناتی، علی‌نقی»، نوشته‌ی علی کرباسی‌زاده‌ اصفهانی است که پاره‌هایی از آن در تارنمای «ویکی‌‌فقه» و «مجموعه‌ی تخت فولاد اصفهان» نیز آورده شده است. چنان‌که در ادامه و به‌مورد بیان خواهد شد، مطالب و منابع ذکر شده، فاقد حداقل معیارهای پژوهشی لازم هستند.
1- در انتهای همین مقاله از استاد جلال‌الدین همایی نقل شده که اگرچه نام شیخ در جزو مدفونین تکیه‌ی آقارضی اصفهان نوشته‌اند، اما اثری از قبر او نیافته است.
2- در بخش «وفات و مدفن»، ادعای دفن بودن شیخ در اصفهان را به‌ مقدمه‌‌ی نسخه‌‌ی چاپی کتاب برهان المرتاضین ارجاع می‌دهد، اما بررسی آن خلاف این ادعا را نشان می‌دهد:
3- سپس عنوان می‌کند: «آن ‌دسته از منابعی که به‌ شرح احوال اقطاب ذهبیه پرداخته‌اند، محل دفن شیخ را زادگاهش اصطهبانات ذكر كرده‌اند» و در ادامه به ‌موضوع مکاشفه‌ی میرزا احمد شیخ‌الاسلام و آقا میرزا حسین در رابطه با ساخت بنا پس از نیمه‌ی اول قرن چهاردهم هجری اشاره کرده و آن را به کتاب‌های «اصول تصوف» و «ذهبیه» ارجاع می‌دهد. در این رابطه
اول، به‌‌نظر می‌رسد که اجماع نظر این دست از منابع، نشان از اعتبار بالای این روایت‌ است، چرا که توسط اقطاب و پیروان این سلسله‌‌ بیان شده است؛
دوم، خاطره‌ی روایت شده تنها در کتاب ذهبیه نقل شده که منبع آن مشخص نیست و در منبعی دیگر نیز با عنوان «تعمیر» آورده شده است؛
سوم، بررسی و تشخیص عمر بناهای تاریخی امری تخصصی است که نیازمند بررسی‌‌‌های دقیق کارشناسی است؛
چهارم، در نسخه‌ی چاپی کتاب برهان المرتاضین، دو بنا با سبک و معماری کاملا متفاوت که یکی مربوط به پیش از تخریب و دیگری بنای کنونی است، نشان داده شده است؛
پنجم، کرباسی‌زاده اصفهانی‌ گزینشی عمل کرده و به ‌نوشته‌ی خاوری پیش از آن خاطره، اشاره‌ای نکرده است:
ششم، کتاب اصول تصوف نیز محتوایی خلاف آنچه نقل شده را نشان می‌دهد:
|                                               | آرامگاه کنونی شیخ علی‌نقی اصطهباناتی |
| --------------------------------------------- | ----------------------------------- |
| راست: آرامگاه پیش از تخریب. چپ: آرامگاه کنونی |                                     |

4- در ادامه‌ نویسنده از کتاب‌های «دانشمندان بزرگ اصفهان» و «الذریعه» که به خاک بودن شیخ در تخت فولاد اشاره دارند، به‌‌عنوان منابع معتبر نام برده است. غافل آنکه در پاورقی صفحه‌ی استناد شده در کتاب دانشمندان بزرگ اصفهان آمده است:
منبع دیگر الذریعه است که به استناد کتاب «کشف الحُجب و الاستار» رای بر خاک بودن شیخ در اصفهان داده است. باتوجه به این‌که نیشابوری‌کنتوری تنها کسی است که این موضوع را مدعی شده و سندی ارایه نکرده است و منابع معتبری چون «مفاخرالاخیار و مناقب‌الابرار، برهان المرتاضین، اصول تصوف و ذهبیه»، جملگی خلاف آن را بیان کرده‌اند، مدعای این منبع و الذریعه پذیرفتنی نیست.
5- آخرین و شاید مهم‌ترین استناد نویسنده به دست‌خطی در کنار دست‌خط سید قطب‌الدین است که ادعا می‌شود به‌تازگی در انتهای معتبرترین نسخه‌‌ی خطی برهان المرتاضین، مبنی بر تاریخ دقیق وفات و دفن بودن شیخ به‌‌همراه استاد خود نجیب‌الدین‌رضا در اصفهان مشاهده شده است.
اول، این موضوع در هیچ منبع دیگری مطرح نشده است؛
دوم، مصحح نسخه‌ی چاپی کتاب برهان المرتاضین، وجود دستخط سید قطب‌الدین را تایید می‌کند، اما نه‌تنها چیزی در مورد دستخط ادعا شده مطرح نمی‌کند، بلکه مدفن شیخ را استهبان معرفی کرده است.
سوم، باتوجه به انتقال نسل‌به‌نسل آثار و تالیف‌های اقطاب در گذشته، چگونه هیچ‌یک از اقطاب و پیروان پس از شیخ، اشاره‌ای به این موضوع  نکرده‌اند؟! بر این مبنا یا ادعای مطرح شده صحت ندارد و یا از اعتبار لازم برخوردار نیست که توسط هیچ‌یک از منابع معتبر، اشاره‌ای به آن نشده است. به‌‌ویژه آنکه نویسنده و زمان آن مشخص نیست و ممکن است بعدا اضاف شده باشد. درصورت تایید احتمالی نیز، بررسی و انجام آزمایش‌های لازم توسط خط‌شناسان و متخصصان، امری ضروری به‌‌نظر می‌رسد.

چنان‌که اغلب منابع نقل کرده‌اند، شاخه‌ی ذهبیه‌ی طریقه‌ی کبرویه، تا اوایل دوره‌ی صفویه در خراسان رواج داشته و با نام ذهبیه‌ی همدانیه شناخته می‌شده است، اما با به خلافت رسیدن شیخ علی‌نقی، پایگاه این طریقه به فارس انتقال ‌یافته و در زمان سید قطب‌الدین، این جابه‌جایی تثبیت و در فارس گسترش می‌یابد. شاید یکی از اصلی‌ترین و مهم‌ترین دلایل این جابه‌جایی، عدم‌توجه حکومت اصفهان و فشارها و بدرفتاری‌های مداوم برخی متشرعه و آزار و اذیت پیروان آنها بوده است. استخری به ‌نقل از سید قطب‌الدین آورده است:

علاوه بر آن، هنگامی که وی برای کسب علم ناگزیر به اقامت در اصفهان می‌شود، به شیراز و استهبان رفت‌وآمد داشته و همچون دیگر اخلاف سلسله‌ی ذهبیه، در شهر سکونت قطب زمانه‌‌ی خود حضور داشته و به کتابت سبع‌المثانی مشغول بوده است. نزدیک بودن سن شیخ و نجیب‌الدین‌رضا نیز عامل دیگری است که موجب شده تا شیخ بیشتر عمر خود را در کسوت خلف و مرید او در اصفهان به سر کرده باشد. اما با وفات نجیب‌الدین‌رضا و قطبیت شیخ علی‌نقی و فزونی ناملایمتی‌ها و بدرفتاری‌ها در اصفهان، وی به موطن خود باز می‌گردد. چنان‌که ماجرای به‌خدمت درآمدن سید قطب‌الدین در استهبان و تعلیم وی به‌ مدت چهارده اربعین در بقعه‌ی شاه داعی‌الله شیراز، موید این نظر است. شاید قابل استنادترین سند، ابیات نقل شده از نجیب‌الدین‌رضا تبریزی و راز شیرازی باشد:
شیخ علی‌نقی و دیگر اقطاب پس از وی، همواره مورد احترام مردم، به‌ویژه مردم خطه‌ی فارس و شهر شیراز بوده‌اند. چنان‌که سید قطب‌الدین و بسیاری از اقطاب پس از او، تولیت آستان شاه‌چراغ را بر عهده داشته‌ و دودمان زندیه، به‌ویژه کریم‌خان، با وی و خلفش آقا محمد هاشم شیرازی ( 1109-1199) با احترام تمام رفتار ‌کرده‌اند. اگرچه در عصر شیخ، در فارس نیز ضدیت با صوفیان قوت یافته بود، اما به‌دلیل آنکه طریقه‌ ذهبیه برخلاف طریقه‌ نعمه‌اللهی، جریان ملایم و مستمری بود که از چندین نسل قبل در درون کشور آغاز و ادامه یافته بود و اقطاب آن همواره خود را در جاده‌ی شریعت راسخ نشان داده و در این ایام نیز در نهایت احتیاط سلوک می‌کردند، تهدید زیادی متوجه مشایخ و پیروان آنان نشد. راز شیرازی در مفاخرالاخیار و مناقب‌الابرار آورده است:
ازاین‌رو و باتوجه به فشارهای زیاد در اصفهان، طبیعی به‌نظر می‌رسد که شیخ نیز سکونت در بلاد فارس را بر اصفهان ترجیح داده و به‌موجب اقبال و احترام مردم، مکان‌هایی را در شیراز و استهبان، جهت خلوت نشینی و درس و بحث درنظر گرفته باشد. در شیراز و همان‌طور که نقل شد، بقعه‌ی شاه داعی‌الله مکان جلوس وی بوده و براساس نقشه‌ها و اسناد یاد شده، مجموعه‌ی شیخ علی‌نقی نیز مکان درس و بحث و مدفن وی در استهبان است. باتوجه به تصویر بنای نخست که از معماری متفاوتی با بنای کنونی برخوردار است و شیخ نیز مدت 18 سال پایانی عمر خود را در این مکان به هدایت و ارشاد پرداخته است، این امکان می‌رود که بر اثر عوارض و فرسایش‌های طبیعی و برخی دست‌اندازی‌ها به املاک موقوف بر این مجموعه، آرامگاه نخست ویران شده و در دوره‌ی قاجاریه بر کالبد و پایه‌های صفوی موجود، آرامگاه و مجموعه‌ی کنونی تعمیر و بازسازی شده باشد.